# Salomoncnemis
Salomoncnemis is een geslacht van libellen (Odonata) uit de familie van de Breedscheenjuffers (Platycnemididae).

## Soorten
Salomoncnemis omvat 1 soort:
- Salomoncnemis gerdae Lieftinck, 1987